# Mercury Records

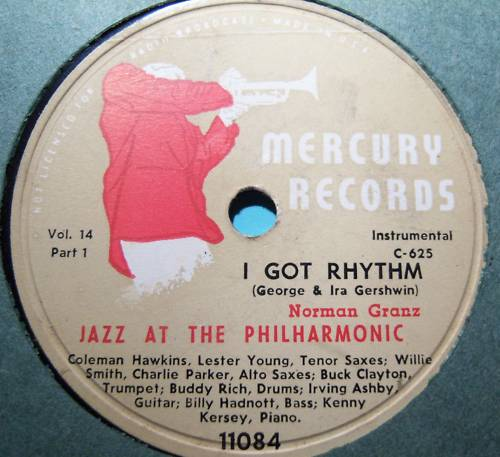
Lester Young, Charlie Parker und Coleman Hawkins u. a. auf der Mercury 78er „I Got Rhythm“ vom JATP-Konzert im April 1946

Mercury Records war ursprünglich ein US-amerikanisches Independent-Label.
Heute arbeitet Mercury Records im Vereinigten Königreich als eigenständiger Betrieb und in den USA als Teil von Island Def Jam Records. Beide Unternehmen sind Tochtergesellschaften der Universal Music Group, die heute zu Vivendi gehört. Der Name und das Logo von Mercury Records werden in den USA nur noch auf der Rückseite von Katalogen, auf Country-CDs und auf Wiederveröffentlichungen verwendet.

## Werdegang

### Gründung und Aufbau
Mercury Records wurde 1945 in Chicago, Illinois von Irving Green, Berle Adams und Arthur Talmadge gegründet. Ihr Hauptaugenmerk konzentrierte sich damals auf die Produktion von Jazz-, Blues-, Klassik-, Rock-’n’-Roll- und Countrymusik, überwiegend in den Tonstudios der Universal Recording Corporation aufgenommen.
Schon in ihren frühen Tagen baute die Firma ein vollautomatisches Presswerk mit 24-Stunden-Dauerbetrieb in Chicago und in St. Louis auf, um damit dem Konkurrenzdruck seitens Columbia, Decca Records und RCA Victor entgegentreten zu können. Zusätzlich wurde durch das Anheuern von Tiny Hill und Jimmy Hilliard der Popmarkt mit Interpreten wie Frankie Laine, Vic Damone und Patti Page bedient.
Der Musiker, Manager und Publizist Jack Rael überredete Mercury 1947, einen Song, der ursprünglich für Vic Damone geplant war, von Patti Page (deren Manager Jack Rael war) aufnehmen zu lassen. Das Budget war jedoch zu klein, um einen zweiten Sänger für den gesanglichen Gegenpart von Patti Page engagieren zu können, so dass eine Eingebung seitens Jack Rael dazu führte, dass Patti Page die Gegenparts selbst singen sollte. Dies wurde das erste akustisch dokumentierte Beispiel für overdubbing und führte dazu, dass Patti Page eine der bekanntesten Künstlerinnen für die Nutzung dieser Technik wurde.
Als Jazz-Label veröffentlichten sie in den 1940ern Erroll Garner, Albert Ammons, Gene Ammons und Dinah Washington, erwarben 1948 den Katalog von Keynote Records und vertrieben Platten von Clef Records von Norman Granz, bis dieser 1953 die Zusammenarbeit beendete. Mercury gründete daraufhin eine eigene Jazzsparte EmArcy.

### Tochtergesellschaften
Mercury Records veröffentlichte eine beachtliche Anzahl von Aufnahmen unter ihrem eigenen Namen, aber auch unter dem Namen der Tochtergesellschaften Blue Rock Records, Cumberland Records, EmArcy Records (in den 1950er Jahren verantwortlich Bob Shad), Fontana Records, Limelight Records (verantwortlich Jack Tracy), Philips Records, Smash Records and Wing Records. Zusätzlich mieteten und kauften sie Material von unabhängigen Plattenfirmen, um dieses erneut zu vertreiben. Mercury Records deckte eigentlich alle Arten der Musik von Klassik bis Psychedelic selbst ab, die Tochtergesellschaften richteten ihren Fokus jeweils auf ihre eigenen speziellen Musikkategorien.

### Verflechtungen und Verkauf
Das niederländische Unternehmen Philips unterzeichnete 1961 einen Austauschvertrag mit Mercury Records. Später dann kaufte Philips Mercury Records und die Tochtergesellschaften zur Ausweitung ihres US-Standortes. Die Musik-Division von Philips fusionierte 1962 mit der Deutschen Grammophon. Hieraus entstand Anfang der 70er die Plattenfirma Polygram.
Unter PolyGram ging Casablanca Records, bei welcher u. a. KISS und Village People verpflichtet waren, 1982 in Mercury Records auf. Mercury Records wurde im Wesentlichen eine Rock/Pop-Plattenfirma für Bands wie Bon Jovi, KISS, Scorpions, Tears for Fears und Def Leppard. Zu den bekanntesten deutschen Künstlern bei Mercury gehörten die Rainbirds oder auch Trio.

### Reorganisation durch Universal
Ende der 90er Jahre ging PolyGram in Universal Music auf. Im Rahmen der Reorganisation wurde Mercury Records gesplittet. Es entstanden Island Def Jam Records (eine Kombination aus den Plattenfirmen Island Records und Def Jam), die zuständig für den Popbereich waren, sowie einer separaten Country-Plattenfirma namens Mercury Nashville Records. Die Pop-Division Mercury Records unter Island Def Jam Records und deren Künstler gingen später komplett in Island Def Jam Records auf, deren Logo heute Verwendung findet. Im Vereinigten Königreich blieb Mercury Records bestehen. Mercury Nashville Records gehört heute zur Universal Music Group Nashville.

## Jazz & Blues-Sammlung
- Blues, Boogie and Bop – The 1940s Mercury Sessions – 7 CDs: The Albert Ammons Sessions: Sippie Wallace, Lonnie Johnson, John Lindsay, Israel Crosby, Gene Ammons, Alvin Burroughs, Jump Jackson – The Helen Humes Sessions: Buck Clayton, George Matthews, John Hardee, Ram Ramirez, Mundell Lowe, Walter Page, Jo Jones, Scoville Brown, Rudy Williams, Teddy Wilson – The Jay McShann Sessions: Jimmy Witherspoon, Ben Webster – The Cleanhead Vinson Sessions: Gus Johnson, John Hunt, Clark Terry – The Roy Byrd Sessions – The Julia Lee Session – The Myra Taylor Session – The Rex Stewart Session: Sandy Williams – The Buddy Rich Sessions: Johnny Mandel, Earl Swope, Aaron Sachs, Red Rodney, Tadd Dameron – The Cootie Williams Sessions: Mundell Lowe, Gus Johnson – The Mary Lou Williams Session: Mary Osborne